# Drew Stafford
Drew Stafford, född 30 oktober 1985 i Milwaukee, Wisconsin, är en amerikansk professionell ishockeyspelare som spelar för New Jersey Devils i NHL. Han har tidigare spelat på NHL-nivå för Boston Bruins, Winnipeg Jets och Buffalo Sabres samt på lägre nivåer för Rochester Americans i AHL och North Dakota Fighting Sioux (University of North Dakota) i NCAA.
Stafford draftades i första rundan i 2004 års draft av Buffalo Sabres som 13:e spelare totalt.
Den 11 februari 2015 skickade Sabres iväg Stafford, Tyler Myers, Joel Armia, Brendan Lemieux och ett första draftval till Winnipeg Jets i utbyte mot Evander Kane, Zach Bogosian och Jason Kasdorf.
Han har spelat tre senior-VM för USA.
1 mars 2017 blev han tradad till Boston Bruins, där han spelade säsongen ut innan han 25 augusti 2017 skrev på ett ettårskontrakt med New Jersey Devils, värt 800 000 dollar.

## Statistik

### Klubb
| 2001–2002   | Shattuck St. Mary's Midget Prep |             | 45  | 35  | 53  | 88  | 30  | —  | — | — | — | — |
| 2002–2003   | Shattuck St. Mary's Midget Prep |             | 64  | 49  | 67  | 116 | —   | —  | — | — | — | — |
| 2003–2004   | North Dakota Fighting Sioux     | NCAA        | 36  | 11  | 21  | 32  | 30  | —  | — | — | — | — |
| 2004–2005   | North Dakota Fighting Sioux     | NCAA        | 42  | 13  | 25  | 38  | 34  | —  | — | — | — | — |
| 2005–2006   | North Dakota Fighting Sioux     | NCAA        | 42  | 24  | 24  | 48  | 63  | —  | — | — | — | — |
| 2006–2007   | Buffalo Sabres                  | NHL         | 41  | 13  | 14  | 27  | 33  | 10 | 2 | 2 | 4 | 4 |
|             | Rochester Americans             | AHL         | 34  | 22  | 22  | 44  | 30  | —  | — | — | — | — |
| 2007–2008   | Buffalo Sabres                  | NHL         | 64  | 16  | 22  | 38  | 51  | —  | — | — | — | — |
| 2008–2009   | Buffalo Sabres                  | NHL         | 79  | 20  | 25  | 45  | 29  | —  | — | — | — | — |
| 2009–2010   | Buffalo Sabres                  | NHL         | 71  | 14  | 20  | 34  | 35  | 3  | 0 | 0 | 0 | 0 |
| 2010–2011   | Buffalo Sabres                  | NHL         | 62  | 31  | 21  | 52  | 34  | 7  | 1 | 2 | 3 | 2 |
| 2011–2012   | Buffalo Sabres                  | NHL         | 80  | 20  | 30  | 50  | 46  | —  | — | — | — | — |
| 2012–2013   | Buffalo Sabres                  | NHL         | 46  | 6   | 12  | 18  | 21  | —  | — | — | — | — |
| 2013–2014   | Buffalo Sabres                  | NHL         | 70  | 16  | 18  | 34  | 39  | —  | — | — | — | — |
| 2014–2015   | Buffalo Sabres                  | NHL         | 49  | 9   | 15  | 24  | 39  | —  | — | — | — | — |
| NHL totalt  | NHL totalt                      | NHL totalt  | 562 | 145 | 177 | 322 | 327 | 20 | 3 | 4 | 7 | 6 |
| AHL totalt  | AHL totalt                      | AHL totalt  | 34  | 22  | 22  | 44  | 30  | —  | — | — | — | — |
| NCAA totalt | NCAA totalt                     | NCAA totalt | 120 | 48  | 70  | 118 | 127 | —  | — | — | — | — |

### Internationellt
| Källa: Uppdaterad: 2015-02-11 | Källa: Uppdaterad: 2015-02-11 | Källa: Uppdaterad: 2015-02-11 |         | Grundserie | Grundserie | Grundserie | Grundserie | Grundserie |
| Säsong                        | Lag                           | Turnering                     | Matcher | Mål        | Assist     | Poäng      | Utv        |            |
| ----------------------------- | ----------------------------- | ----------------------------- | ------- | ---------- | ---------- | ---------- | ---------- | ---------- |
| 2003                          | USA                           | U18-VM                        | 6       | 3          | 2          | 5          | 8          |            |
| 2004                          | USA                           | JVM                           | 6       | 0          | 2          | 2          | 2          |            |
| 2005                          | USA                           | JVM                           | 7       | 5          | 4          | 9          | 14         |            |
| 2006                          | USA                           | VM                            | 7       | 0          | 1          | 1          | 0          |            |
| 2008                          | USA                           | VM                            | 7       | 1          | 3          | 4          | 6          |            |
| 2009                          | USA                           | VM                            | 9       | 2          | 1          | 3          | 6          |            |
| Junior totalt                 | Junior totalt                 | Junior totalt                 | 19      | 8          | 8          | 16         | 24         |            |
| Senior totalt                 | Senior totalt                 | Senior totalt                 | 23      | 3          | 5          | 8          | 12         |            |